# سجم القهار
سجم القهار (إف 905) هي فرقاطة فئة العزيز تابعة للبحرية المصرية.

## التصميم والوصف
القهار هي فرقاطة من فئة ميكو إيه-200إي إن (العزيز)، صممتها شركة بلوم+فوس. يبلغ طول الفرقاطة 118 م (387 ق)، وعرضها 14.8 م (49 ق)، وغاطسها 4.3 م (14 ق). تتميز الفرقاطة بإزاحة حمولة كاملة تبلغ 3700 طن (3600 طن بريطاني) ويدفعها نظام دفع يعمل بالديزل والغاز معاً مع مضخة نفاثة، ويتألف من محركي ديزل (إم تي يو 16في 1163 تي بي93) بقوة 5920 كيلووات (7940 حصان) موصلين إلى عمودين مع مراوح قابلة للتحكم، وتوربين جنرال إليكتريك إل إم2500 بقوة 20000 كيلووات (27000 حصان) لتشغيل المضخة النفاثة. تبلغ سرعة الفرقاطة 28 عقدة (52 كم/ساعة) ومداها 7200 ميل بحري (13300 كم) مع سرعة إبحار تبلغ 16 عقدة (30 كم/ساعة). ويتألف طاقم الفرقاطة من 120 فرداً.
الفرقاطة مسلحة بمدفع واحد طراز أوتوبريدا 127/64 وأربعة أنظمة تسليح لرشاشات طراز أورليكون سيرينجر عيار 20 ملم. بالنسبة للحرب السطحية، جُهزت القهار بثمانية راجمات صواريخ إكزوست مم40 بلوك 3 المضادة للسفن، وتتألف من راجمتين رباعيتين، و32 حجيرة بنظام إطلاق عمودي لصواريخ إم بي دي إيه ميكا المضادة للطائرات. بالنسبة للحرب المضادة للغواصات، فقد جُهزت الفرقاطة بأنبوبي طوربيد مزدوجين عيار 324 ملم لطوربيدات إم يو 90 ودي إم 2 إيه 4.
تتكون مستشعراتها وأنظمتها الإلكترونية من رادار مراقبة جو/سطح بمصفوفة مسح إلكتروني نشطة طراز إن إس-110 4دي من تاليس، ومنظومة اتصالات عبر الأقمار الصناعية، وسونار صفيفي مقطور، ومنظومة تاليس سكوربيون 2 للمضادات الإلكترونية وتدابير دعم الحرب الإلكترونية.
تتألف أنظمة الإجراءات المضادة للفرقاطة من راجمتين من 32 أنبوباً من راينميتال ماس لإطلاق الشرك الخداعية ومنظومة ليوناردو واس سي310 السطحية المضادة للطوربيد.
تملك القهار سطح طيران وحظيرة طائرات قادرة على استيعاب طائرتين مروحيتين ومسيرة تنطلق عمودياً وزورقين.

## بنائها وعملها
وقعت الحكومة المصرية عقداً بقيمة 2.7 مليار دولار أمريكي مع شركة تي كيه أم أس في نوفمبر 2018 لأربع فرقاطات من طراز ميكو إيه-200إي إن وبرنامج تدريبي لأطقمها. بُنيت ثلاث سفن في ألمانيا، فيما تُبنى الرابعة في مصر.
بدأ العمل في بناء السفينة مع حفل قطع الصلب الأول في سبتمبر 2019، وإنزال عارضتها في الماء في مارس 2020. أُطلقت الفرقاطة في أغسطس 2021 في حوض بناء السفن شتالباو نورد في بريمرهافن. بدأت القهار التجارب البحرية في 9 نوفمبر 2022، وغادرت بريمرهافن في الساعة 9 مساءً لإجراء تجاربها في بحر الشمال. ثم نُقلت إلى كيل للاختبار في منشأة تي كيه أم أس في المدينة في ديسمبر 2022. كما أجرت السفينة تجارب في كيلر فورده وخليج كيل وبحر البلطيق. سٌلمت القهار إلى البحرية المصرية في حفل أقيم في بريمرهافن في 26 مايو 2023.

## وصلات خارجية
- Future Egyptian MEKO A-200EN frigate Al Qahhar starts sea trials باللغة الإنجليزية
- "Al Qahhar" frigate arrived at Alexandria naval base - الهيئة العامة للاستعلامات المصرية باللغة الإنجليزية